# Seidiger Ritterling
Der Seidige Ritterling (Tricholoma columbetta) ist ein Blätterpilz aus der Familie der Ritterlingsverwandten (Tricholomataceae). Der mittelgroße Ritterling hat einen weißen, seidig-glänzenden Hut, der anfangs kegelig und später mehr oder weniger gebuckelt ist. Manchmal kann er auch rosa-fleckig sein. Der essbare Pilz schmeckt mild und riecht leicht mehlig. Sein Fleisch gilbt und rötet nicht. Der Mykorrhizapilz wächst meist bei Buchen auf sauren, nährstoffarmen und sandigen Böden. Er ist nahezu in ganz Europa zerstreut verbreitet. Die Fruchtkörper erscheinen zwischen August und November.

## Merkmale

### Makroskopische Merkmale
Der Hut ist 4–10 (–12) cm breit. Jung ist er mehr oder weniger kegelig, dann gewölbt bis ausgebreitet und oft stumpf oder flach gebuckelt. Die Hutmitte kann aber auch leicht niedergedrückt sein. Der jung leicht eingerollte Rand ist im Alter oft lappig-gewellt und kann manchmal einreißen. Die Hutoberfläche ist weiß und hat eine eingewachsen radial-feinfasrige Struktur. Bisweilen kann die Mitte blassocker getönt sein oder rosa bis rötliche Flecken haben. Bei Feuchtigkeit ist der Hut leicht schmierig bis klebrig, während er trocken seidig glänzt.
Die jung gedrängt und später mehr oder weniger entfernt stehenden und unregelmäßigen Lamellen sind ausgebuchtet am Stiel angewachsen. Sie sind bauchig und weiß, elfenbein- oder cremefarben. Unter Umständen können sie eine angedeutete rosa Tönung haben. Die gleichfarbige Lamellenschneide ist anfangs glatt und später oft ausgefressen. Das Sporenpulver ist wie bei allen Ritterlingen weiß und inamyloid.
Der zylindrische, weiße Stiel ist 6–10 (–14) cm lang und 0,8–2 cm breit. Zur Basis hin ist er meist leicht spindelig und manchmal fast wurzelnd. Die Stielrinde ist faserig-seidig, der obere Teil des Stieles oft rosa-fleckig, der untere Teil weist mitunter blaugrüne Flecken auf. Das Fleisch ist weiß und gilbt oder rötet nicht. Es riecht leicht mehlig und schmeckt mild und ebenfalls etwas mehlig.

### Mikroskopische Merkmale
Die glatten, breit ellipsoiden bis länglichen Sporen messen (5,0–) 5,5–7,0 (–7,5) × (3,5–) 4,0–5,0 (–5,5) µm. Der durchschnittliche Q-Wert (Quotient aus Sporenlänge und -breite beträgt) 1,3–1,5.
Die vier- und nur selten zweisporigen Basidien sind 22–38 µm lang und 6,0–9,0 µm breit. An ihrer Basis ist nur ausnahmsweise eine Schnalle ausgebildet. Die Lamellenschneiden sind fertil, tragen also Basidien, Zystiden fehlen.
Die Hutdeckschicht (Pileipellis) ist eine dünne (Ixo-)cutis und besteht aus schmalen, zylindrischen, 2,0–7,0 µm breiten Hyphen, die manchmal leicht aufgerichtet sind und teilweise im Zentrum leicht gelatinisiert sein können. Die Subpellis ist ziemlich gut entwickelt und besteht aus mehr oder weniger aufgeblasenen Elementen, die 20–70 × 3,5–12 µm messen. Pigmente kommen nicht vor. Auch die Stipitipellis ist eine Cutis aus schmalen, zylindrischen, 2,0–8,0 µm breiten Hyphen, Caulozystiden fehlen. An einigen Septen im Hymenium und im Hymenaltrama können Schnallen ausgebildet sein, in der Hutdeckschicht fehlen sie.

## Artabgrenzung
Der Seidige Ritterling unterscheidet sich von anderen weißhütigen Arten durch seine radial-feinfasrige Hutoberfläche und sein mild-schmeckendes Fleisch. Außerdem haben ältere Fruchtkörper oft bläuliche oder rötliche Flecken. Sehr ähnlich ist der Weiße Erd-Ritterling (Tricholoma albidum), der einen ähnlich radial-feinfasrigen Hut besitzt. Dieser Pilz ist aber meist deutlich kleiner und hat gilbendes Fleisch.
Ähnlich kann auch der Bucklige Ritterling (Tricholoma umbonatum) sein. Er besitzt in der Regel einen spitzgebuckelten Hut, dessen Zentrum blassocker gefärbt und bisweilen leicht oliv getönt ist. Seine Basidien haben keine Schnallen und seine Sporen sind etwas breiter.
Auch weiße Formen des Seifen-Ritterlings können ähnlich aussehen. Diese haben aber den typischen Kernseifen- oder Waschküchengeruch und rötendes Fleisch. Die weißhütigen Arten der Sektion Lasciva (dazu gehören der Strohblasse Ritterling (Tricholoma album), der Unverschämte Ritterling (Tricholoma lascivum) und verwandte Arten) unterscheiden sich durch den Geruch und ihr scharf-schmeckendes Fleisch.

## Ökologie und Verbreitung

Europäische Länder mit Fundnachweisen des Seidigen Ritterlings.
Legende:
Länder mit Fundmeldungen
Länder ohne Nachweise
keine Daten
außereuropäische Länder

Der Pilz ist in Europa weit und lückig verbreitet. In Nordeuropa ist sein Vorkommen durch das Verbreitungsgebiet der Eiche begrenzt und reicht dort bis an den 60. Breitengrad heran. In vielen europäischen Ländern ist der Ritterling zerstreut bis selten. Er kann aber in bestimmten Gebieten recht ortshäufig sein, während er in Kalkgebieten oft ganz fehlt. Durch eine zunehmende Eutrophierung ist der Pilz in vielen europäischen Ländern in den letzten Jahrzehnten stark zurückgegangen.
Der Mykorrhizapilz ist überwiegend mit Buchen oder Eichen vergesellschaftet und kommt typischerweise in Drahtschmielen-Stieleichen-, Birken-Eichen- oder bodensauren Hainbuchen-Eichenwäldern vor. Der Pilz wurde vereinzelt auch in Nadelwäldern gefunden.  Er wächst auf nährstoffarmen, mehr oder weniger sauren Sand- oder Silikatböden, Kalkböden werden gemieden.  Die Fruchtkörper des Ritterlings erscheinen von August bis November in kleinen Gruppen.

## Systematik
Der Seidige Ritterling wurde erstmals 1821 in E.M. Frieses Werk „Systema Mycologicum“ unter dem Namen Agaricius columbetta beschrieben. 1871 stellte ihn P. Kummer in die Gattung Tricholoma, wodurch der Täubling seinen heute gültigen Namen bekam. Ein homotypisches Synonym ist Gyrophila columbetta, da der französische Mykologe L. Quélet den Ritterling in die von ihm eingeführte Gattung Gyrophila stellte.  Ein heterotypisches Synonym ist Krombholzes Agaricus sericeus, ein Taxon, das M. Bon 1975 zur Varietät von Tricholoma columbretta var. sericeum herabstufte. Die Varietät hat einen weniger kegeligen, feinfaserigen Hut mit rötlicher Scheibe oder mehr rötlich braunen Tönen in der Hutmitte.
M. Bon stellt den Seidigen Ritterling in die Sektion Albata. Die Vertreter der Sektion haben überwiegend weiße oder weißliche Fruchtkörper mit trocken seidigglänzenden Hüten. Schnallen sind sehr selten oder fehlen und kommen nur im Hymenium vor.

## Bedeutung
Der Seidige Ritterling ist ein guter Speisepilz. Er darf aber nicht mit weißhütigen Knollenblätterpilzen verwechselt werden. Verwechslungsgefahr besteht auch mit dem Weißen Risspilz (Inocybe fibrosa) und dem etwas kleineren Fliederweißen Risspilz (Inocybe sambucina), die ebenfalls beide giftig sind und sehr ähnlich aussehen können.